# Anna Arnaudo
Anna Arnaudo (18 de octubre de 2000) es una deportista de Italia que compite en atletismo. Ganó una medalla de plata en el Campeonato Europeo de Atletismo Sub-23 de 2021, en la prueba de 10 000 m.